# عبد الغني فايق
مولوي عبد الغني فايق هو سياسي أفغاني من حركة طالبان وهو حاكم ولاية بدخشان من 7 نوفمبر 2021 إلى سبتمبر 2023. وهو مقيم في بدخشان وعمل أيضًا كعضو في فريق التفاوض في مكتب قطر.